# Top Trainer Awards
Top Trainer Awards, anteriormente conhecido como Top Trainer Brasil, é um competição anual, realizada desde 2016, que conta com a chancela do Conselho Federal de Educação Física, onde propõe-se eleger, anualmente, o melhor personal trainer do Brasil.
A competição é composta por etapas seletivas realizadas nas 5 regiões do pais, através das quais são selecionados os finalistas da competição, estes que participam de um final de semana de estudos e atividades, onde são avaliados através de provas físicas e teóricas, por um corpo de jurados composto por profissionais ligados à área da educação física, como empresários, acadêmicos, jornalistas, especialista em comunicação, e coaches da educação física brasileira.
A todos os finalistas da competição, são entregues a certificação internacional World Top Trainer Certification (WTTC), primeira certificação mundial para a atividade de educador físico.
O concurso é idealizado por Cristiano Parente, eleito o melhor personal trainer do mundo pela Life Fitness em competição realizada nos Estados Unidos em 2014.

## Vencedores
| Edição | Vencedor                           | Estado                  |
| ------ | ---------------------------------- | ----------------------- |
| 2016   | Ana Cristina da Silva Mendes Huber | Santa Catarina          |
| 2017   | Gabriel Dias                       | Minas Gerais            |
| 2018   | Diego Abade                        | Rio de Janeiro (estado) |
| 2019   | Priscila Pessim                    | São Paulo (estado)      |
| 2020   | Marina Ernandes                    | São Paulo (estado)      |